# Anisolepis longicauda
El camaleoncito coludo (Anisolepis longicauda) es una especie del género de lagartos trepadores Anisolepis, de la familia Polychrotidae. Habita en el centro-este de América del Sur.

## Nombres vulgares
Además de camaleoncito coludo, también es denominado comúnmente camaleoncito colilargo,  lagarto arborícola cola larga, lagarto arborícola coludo, lagarto coludo de bañado, lagartija arborícola, lagartija de los árboles, etc.

## Taxonomía
Esta especie fue descrita originalmente en el año 1891 por el  biólogo belga - inglés George Albert Boulenger.
Localidad tipo
La localidad tipo es: «Riacho del Oro, provincia del Chaco, Argentina».  
Para algunos autores las especies integrantes de Anisolepsis deberían ser colocadas en las familias Leiosauridae o en Iguanidae.
Etimología
La etimología del término genérico, Anisolepis, deriva del idioma griego, donde anisos significa 'desigual' lepis significa  'escama', en referencia a la heterogeneidad de la escamación. El epíteto específico longicauda deriva de las palabras en latín longi, que significa 'largo' y cauda, que significa 'cola', en alusión a su apéndice caudal notablemente largo.

## Características
Se diagostica por su extensa cola, la cual mide 18,7 cm en la hembra y 19,5 cm en el macho.  

## Distribución geográfica
Este lagarto se distribuye por el noreste del Cono Sur de América del Sur. 
Fue registrado en áreas de tipo chaqueño húmedo, tanto en el área central del Paraguay, como en la región del nordeste de la Argentina, en las provincias de: Misiones —en el extremo sudoeste—, Corrientes —en el norte—, Chaco —en el este—, y en el nordeste de Santa Fe. Posiblemente también habite en el sudeste de Formosa, estando la localidad tipo muy próxima a esa provincia.

## Costumbres
Anisolepis longicauda era una especie muy poco conocida hasta la inundación de la paraguaya isla Yacyretá, lo que permitió colectar varios ejemplares.
Hasta 1994 se creía que era una especie exclusivamente arborícola y de cola prensil, ambos tópicos se  demostraron incorrectos, al detectar ejemplares en altos pastizales y demás vegetación palustre en áreas inundables.
En razón de su coloración críptica y comportamiento secretivo, muchos detalles de su biología permanecen ignorados. Se sabe que frente a una amenaza produce un bufido abriendo la boca y exhibiendo sus comisuras, las que presentan una coloración amarillo fuerte.

## Conservación
Si bien este lagarto a nivel internacional no fue evaluado, en la Argentina ha sido categorizada como “especie amenazada” seriamente. Según otros autores, su grado de peligro es más grave, por lo que recomendó que sea incluido en la categoría: en peligro crítico.